# 줄낮도마뱀붙이
줄낮도마뱀붙이(Phelsuma lineata)는 라인 데이 게코(lined day gecko)라 불리며, 마다가스카르에 토착하는 주행성 도마뱀붙이류의 일종이다. 레위니옹 섬에 도입되었다.
이 종은 여러 품종으로 나뉜다. 그 중 셋은 오늘날 아종으로 등록되어있지만,(ssp. lineata, ssp. bombetokensis, ssp. punctulata) 나머지는 줄무늬낮도마뱀붙이(:en:Phelsuma dorsivittata)처럼 개별적인 종으로 승급될지 모른다. 줄낮도마뱀붙이는 멸종 위기에 처해있지 않지만, 어떤 알려지지 않은 아종은 위험할지도 모른다.
피부는 부드럽고, 전반적으로 초록색을 띄며, 측면을 따라 뚜렷한 검은 줄무늬가 나있는데 아랫부분의 테두리는 밝다. 보통 10 - 14.5 cm까지 자란다.